# Lepanthes montis-narae
Lepanthes montis-narae är en orkidéart som beskrevs av Pupulin, Bogarín och C.M.Sm. Lepanthes montis-narae ingår i släktet Lepanthes och familjen orkidéer. Inga underarter finns listade i Catalogue of Life.